# Polygrammodes johnstoni
Polygrammodes johnstoni là một loài bướm đêm trong họ Crambidae.